# Château de la Feuillée
Le château de la Feuillée est un château situé à Alexain, dans le département français de la Mayenne, et faisant partie du Domaine de la Feuillée de La Bigottière. Après avoir été saccagé pendant la Révolution française, il a été reconstruit en 1809 (sauf les servitudes du XVIe siècle, qui ont subsisté). Il a longtemps appartenu à la famille d'Orange (ou plutôt d'Orenge) qui le possédait depuis le XIIe siècle. Il s'agit d'un château et d'une ferme, située à Alxain et à la Bigottière, à 1 500 mètres a l'Est du bourg de la Bigottière.

## Désignation
- La Folliée, 1294 (Cartulaire de l'Abbaye de Fontaine-Daniel.
- La Fueillée, 1387 (Archives nationales, P. 1334/1).
- La Fouillée, 1405 (Archives départementales de la Mayenne, E. 25, f. 13).
- La Foillée, 1434 (Archives nationales, KK. 324).
- Le lieu et maison de la Foullée, 1490 (Lib. fundat., t. II, p. 114).
- La Foulliée en la paroisse d'Alexain, 1507 (Ibid., p. 395).
- La maison de la Feillée, 1527 (Ibid., t. V, f. 33).
- In domo antiqua de la Feuillée, 1570 (Ins. eccl.).
- La Feuillée, château, et chapelle fondée (Hubert Jaillot).
- La Feuillée, château, chapelle, signal (Carte de Cassini).

## Histoire
Ce fief était qualifié quelquefois châtellenie, mouvant du Duché de Mayenne.

## Description
Les parties les plus anciennes du château actuel datent de la fin du XVIe siècle, et ne sont que les servitudes de l'ancien château. Celui-ci se présentait en face du pont et du portail, et formait un vaste corps de logis avec façade principale au midi et un double marteau à chaque extrémité. L'ancien château, entièrement abandonné depuis longtemps, était dans un état de ruine quand le propriétaire le fit raser après l'acquisition de 1809.[réf. nécessaire]
Chacun des deux pavillons qui subsistent se compose d'une tour principale et d'une tourelle couvertes d'un toit en forme de cloche. A celui de l'ouest est annexé le bâtiment qui sert d'habitation. Un ruisseau, formant autrefois deux étangs dont l'un est supprimé, et des douves entourent un vaste enclos. La chapelle date de 1754, est en dehors, vers la ferme. Le château fut saccagé par les émeutiers du bois de Fontaine-Daniel, le 22 mai 1790.[réf. nécessaire]

## Chapelle
La chapelle de Saint-Étienne de la Feuillée avait été fondée de trois messes par semaine, le 20 mars 1489, par Georges d'Orange, et fut unie au Collège du Patis, doté en 1599 par Guyonne d'Orange. Cette union constitua un très riche bénéfice dont furent titulaires entre autres : Jean Nepveu, fondateur lui-même d'une messe chaque vendredi en l'honneur de Saint-Jean-Baptiste dans l'église de Souvigné, 1507 ; Pierre Boutier, du diocèse du Mans, tonsuré à Paris, 1583 ; Jean Houllières, maître ès arts, 1595 ; René Patron, principal du Collège de Bouloire, 1719, 1732 ; Gilles Cesneau, du diocèse de Séez, demeurant au Collège d'Harcourt, prieur de Bléhon, 1737, 1747 ; François Sauvage de la Martinière, du diocèse de Verdun, demeurant à Paris, 1782.[réf. nécessaire]

## Seigneurs
De tous temps les seigneurs d'Orenge furent les mêmes que ceux de la Feuillée. 